# Larinopoda makomensis
Larinopoda makomensis är en fjärilsart som beskrevs av Embrik Strand 1914. Larinopoda makomensis ingår i släktet Larinopoda och familjen juvelvingar. Inga underarter finns listade i Catalogue of Life.